# Franz Schlieper
Franz Schlieper (22 août 1905 à Berlin - 4 avril 1974 à Hambourg) est un Generalmajor allemand qui a servi au sein de la Heer dans la Wehrmacht pendant la Seconde Guerre mondiale.
Il a été récipiendaire de la Croix de chevalier de la Croix de fer. Cette décoration est attribuée pour récompenser un acte d'une extrême bravoure sur le champ de bataille ou un commandement militaire avec succès.

## Biographie
Franz Schlieper est capturé par les troupes soviétiques en mai 1945 et reste en captivité jusqu'en 1955. Son frère ainé, Fritz Schlieper est lui aussi décoré de la Croix de chevalier de la Croix de fer le 27 décembre 1941 pour ses performances de commandement de la 45. Infanterie-Division.

## Décorations
- Croix de fer (1939)
  - 2e Classe
  - 1re Classe
- Insigne de combat d'infanterie
- Médaille du Front de l'Est
- Croix allemande en Or (10 janvier 1944)
- Croix de chevalier de la Croix de fer
  - Croix de chevalier le 21 septembre 1944 en tant que Oberst et commandant de la Grenadier-Brigade 1132[1]